# Plicník
Plicník (Pulmonaria) je rod nevysokých, časně z jara výrazné kvetoucích bylin. Rostou jak samovolně ve volné přírodě, tak i bývají ozdobou stinných míst v zahradách nebo na odsluněných partiích ozdobných alpinií.

## Výskyt
Rod je rozšířen převážně jen v Evropě, pouze ojediněle vyrůstá až v okolí Kavkazu a ve Střední Asii. Jsou to rostliny bylinných podrostů kde mívají požadovaný polostín až stín a vlhkou, kyprou humózní půdu. Druhy původem z oblastí okolo Středozemního moře dobře snášejí krátkodobé letní sucho a ty původem ze stepí tolerují i plné slunce.

## Popis
Vytrvalé rostliny vyrůstající z tmavého plazivého, vícehlavého oddenku s téměř vodorovnými podzemními výběžky. Jsou hemikryptofyty, jejich každoroční obnovovací pupeny jsou těsně u povrchu země a přes zimu jsou obvykle kryty jen listovými růžicemi. Lodyha, více či méně porostlá chlupy různého typu, je přímá nebo vystoupavá a dorůstá do výše jen 10 až 30 cm. Přízemní, až po odkvětu vyrůstající, dlouze řapíkaté, do růžice sestavené listy mají čepele na bázi srdčité až kopinaté, které mohou být jednobarevné nebo s výraznými světlými skvrnami. Poloobjímavé až téměř přisedlé lodyžní listy vyrůstající střídavě mají čepele vejčité až kopinaté, někdy skvrnité, řídce porostlé nestejně dlouhými chlupy a to zejména po obvodě celokrajných čepelí.
Růžové, červené, fialové až modré květy vytvářejí krátké vrcholové nebo úžlabní vijany s listeny. Pětičetné, pravidelné, oboupohlavné květy mají trubkovitě zvonkovitý, někdy různě dlouhými chlupy porostlý kalich který je asi do třetiny rozdělený v trojúhelníkovité cípy, v čase dozrávání plodu se zvětšuje. Barevná nálevkovitá koruna má pět zaokrouhlených cípů a ústí její trubky bývá zakryto chomáčkem chlupů. Nitky pěti tyčinek přirůstají ke korunní trubce, na čtyř komůrkovém semeníku je čnělka s rozeklanou hlavičkovitou bliznou uzavřenou v korunní trubce. Rostliny mají často schopnost, jako pojistku proti samoopylení, vytvářet heterostylní květy. Rozkvétají v březnu až květnu a lákají hmyz na nektar.
Po opylení se vyvinou ze semeníku čtyři tmavé vejčité tvrdky až 4 mm dlouhé které mohou být hladké nebo jemně chlupaté. Tvrdky a oddenky slouží k rozmnožování. Lodyhy s listy některých druhů, např. plicníku lékařského nebo plicníku tmavého, obsahují léčivé látky působící protizánětlivě hlavně na dýchací cesty a zažívací ústrojí.

## Taxonomie
Do rodu se řadí asi 14 druhů ale taxonomie není ustálená. Křížení mezi plicníky je všeobecným jevem, často přitom dochází ke sterilitě hybridů.
V České republice vyrůstají čtyři původní druhy:
- plicník úzkolistý (Pulmonaria angustifolia) L.
- plicník lékařský (Pulmonaria officinalis) L.
- plicník měkký (Pulmonaria mollis) Hornem.
- plicník tmavý (Pulmonaria obscura) Dumort.

a je pěstováno i několik nepůvodních neofytů, např.
- plicník červený (Pulmonaria rubra) Schott
- plicník skvrnitý (Pulmonaria saccharata) Mill.

Dále se v české floře nalézají i mnozí kříženci, např.
- Pulmonaria ×digenea A. Kern. (P. mollis × P. officinalis)
- Pulmonaria ×heinrichii Sabr. (P. angustifolia × P. mollis)
- Pulmonaria ×hybrida A. Kern. (P. angustifolia × P. officinalis)
- Pulmonaria ×intermedia Palla (P. mollis × P. obscura)
- Pulmonaria ×notha A. Kern. (P. angustifolia × P. obscura)[1][2][3]